# Savigny-en-Septaine
Savigny-en-Septaine ist eine französische Gemeinde mit 710 Einwohnern (Stand: 1. Januar 2022) im Département Cher in der Region Centre-Val de Loire. Sie gehört zum Kanton Avord (bis 2015: Kanton Baugy) und zum Gemeindeverband Communauté de communes La Septaine.

## Geografie
Savigny-en-Septaine liegt im Berry etwa 13 Kilometer ostsüdöstlich von Bourges. Umgeben wird Savigny-en-Septaine von den Nachbargemeinden Nohant-en-Goût im Norden, Farges-en-Septaine im Osten und Nordosten, Avord im Osten und Südosten, Crosses im Süden, Soye-en-Septaine im Westen und Südwesten sowie Osmoy im Westen und Nordwesten.

## Bevölkerung
| Jahr      | 1793 | 1800 | 1872 | 1906 | 1931 | 1936 | 1946 | 1954 | 1962 | 1968 | 1975 | 1982 | 1990 | 1999 | 2006 | 2013 |
| --------- | ---- | ---- | ---- | ---- | ---- | ---- | ---- | ---- | ---- | ---- | ---- | ---- | ---- | ---- | ---- | ---- |
| Einwohner | 527  | 470  | 716  | 592  | 522  | 460  | 538  | 531  | 504  | 449  | 499  | 546  | 570  | 622  | 661  | 699  |

## Sehenswürdigkeiten
- Kirche St-Germain (siehe auch: Liste der Monuments historiques in Savigny-en-Septaine)

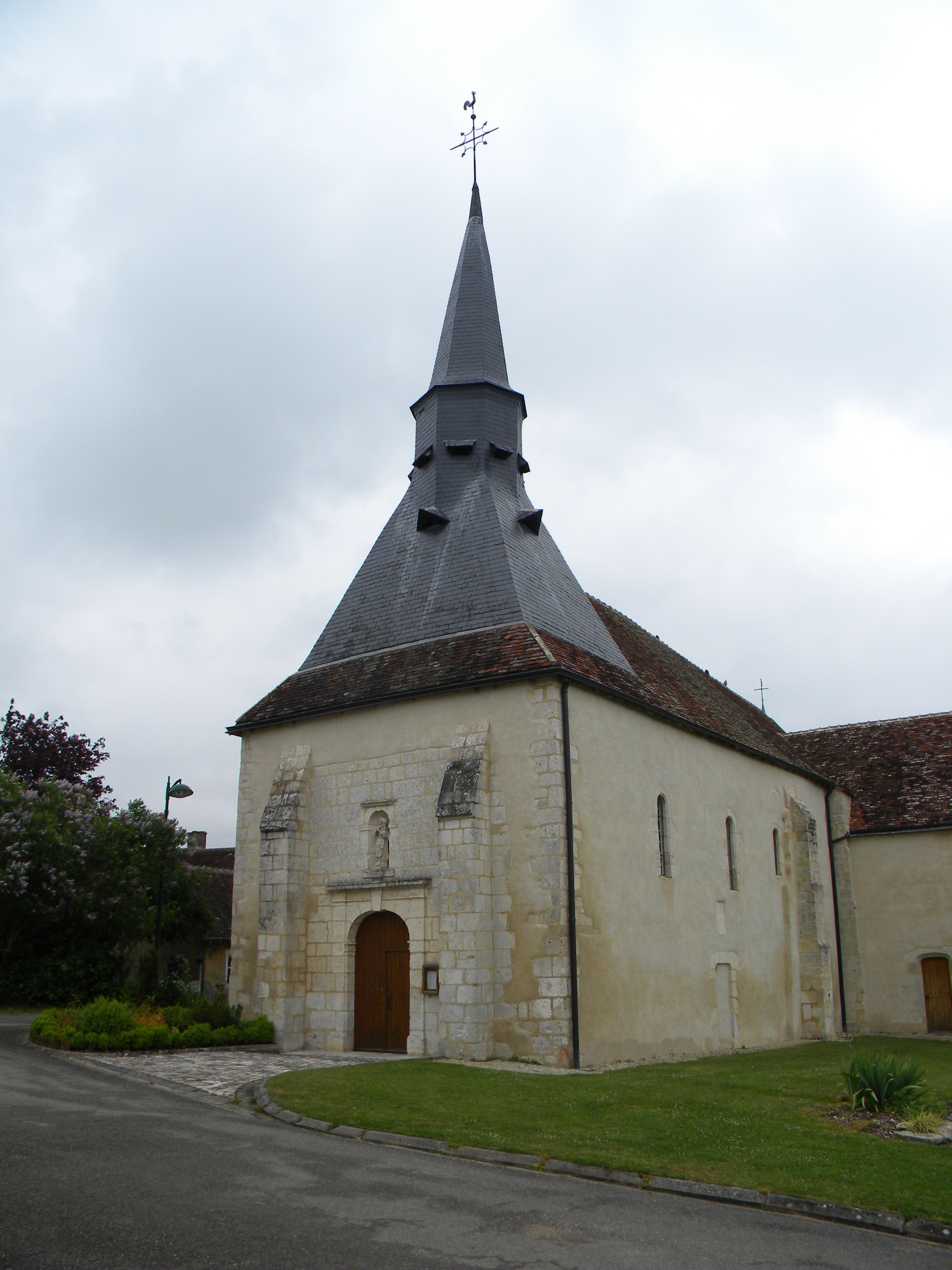
Kirche Saint-Germain